# Yiddish (film)
Pour plus de détails, voir Fiche technique et Distribution.
Yiddish est un film franco-israélien réalisé par Nurith Aviv et sorti en 2020.

## Fiche technique
- Titre : Yiddish
- Réalisation : Nurith Aviv
- Scénario : Nurith Aviv
- Photographie : Cédric Dupire
- Son : Sonia Sokolowski
- Mixage : Cédric Méganck
- Montage : Nurith Aviv et Rym Bouhedda
- Musique : Georges Bloch
- Production : Les Films d'ici - Laila Films
- Pays  :  France -  Israël
- Durée : 60 minutes
- Date de sortie : France - 11 mars 2020